# Природа Албанії

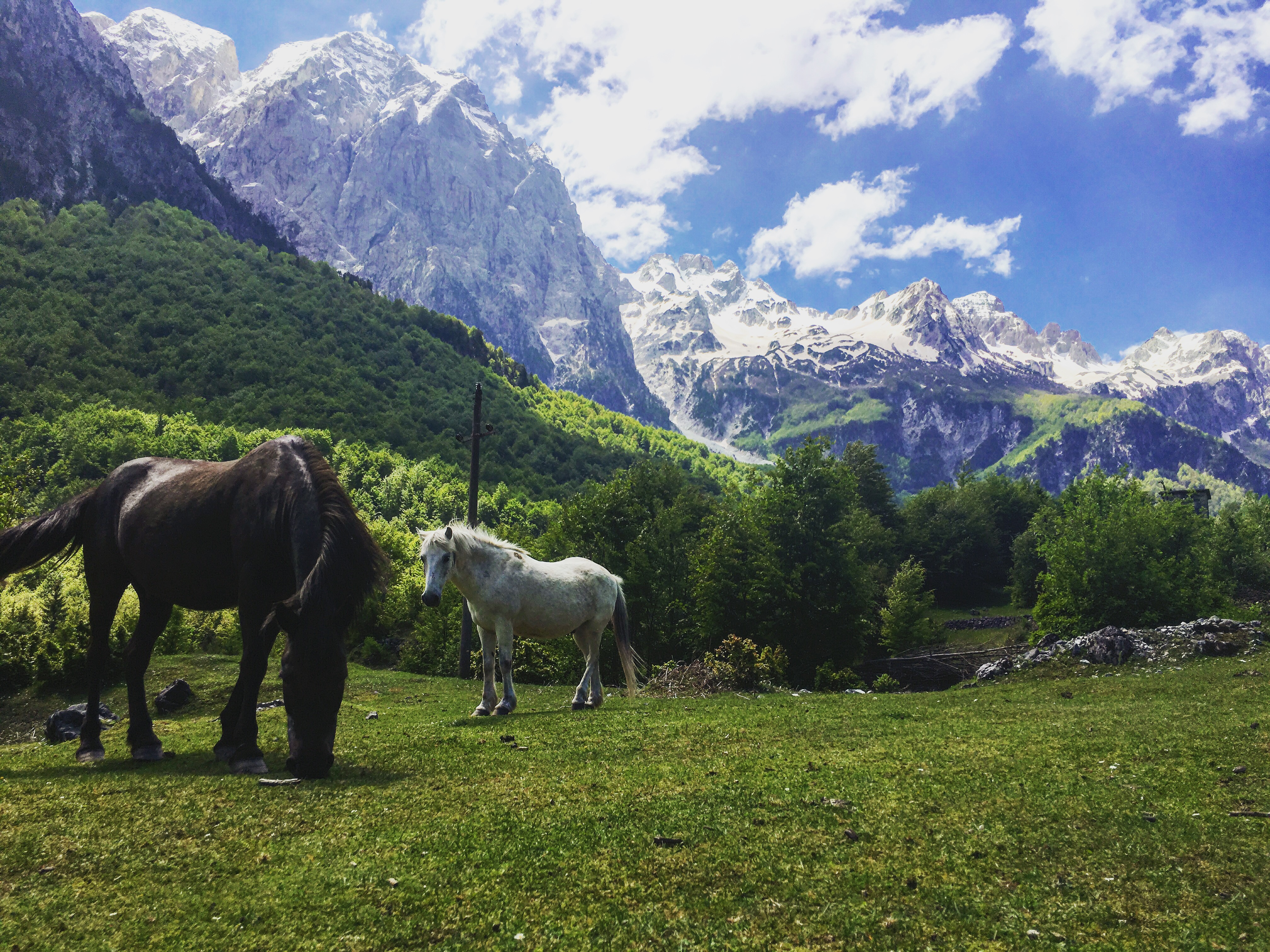
Національний парк Долина Валбони, Албанія

Довкілля Албанії характеризується унікальною флорою і фауною та різноманітними формами річок, що знаходяться в невеликій острівній державі. Він також складається з різних екорегіонів, які представляють природну географічну екосистему, системи водопостачання, відновлювані ресурси та вплив на них. Гірський рельєф переважає більшу частину Албанії, інша частина розташована на узвишшях з глибокими долинами, що відомі своїми родючими ґрунтами. Загалом 70% території Албанії займають гори та пагорби висотою до 2751 м над рівнем моря. Албанські гірські ландшафти не гірші за швейцарські чи австрійські, а пляжі на Адріатичному узбережжі не поступають італійським.
Поблизу кордонів із Сербією і Чорногорією, з Македонією і Грецією розташовуються декілька великих мальовничих озер: Шкодер, Охрид, Преспа.

## Клімат
Клімат в Албанії субтропічний середземноморський, зі спекотним сухим літом і прохолодною вологою зимою. У липні середня температура складає від +24 до +28. У січні здебільшого не падає до позначки нижче +4. Опади здебільшого припадають на осінь та весну. В залежності від висоти над рівнем моря клімат в різних районах країни змінюється. У гірській місцевості температурні показники значно відрізняються від середніх. Морози у цій зоні можуть сягати -20, а річна кількість опадів = 2600 мм і більше.

## Екологія
Забруднення води та повітря, занепад і ерозія ґрунту, втрата біорізноманіття, не належне поводження з відходами є основними екологічними проблемами Албанії. Шалений темп урбанізації та збільшення попиту на природні ресурси призвели до зростання рівня деградації. Ризики стихійних лих, мінливість та зміна клімату становлять інші загрози для Албанії, що робить країну більш вразливою до кліматичних змін.В даний час Албанія є низьким емітентом парникових газів, але за прогнозами, вона збільшиться в найближчі роки (переважно з транспорту, а потім сільського господарства та відходів). Албанія має значний потенціал для екологічно чистої та поновлюваної енергетики та транспорту.Албанія наполегливо працює над розробкою правових та інституційних рамок у сфері довкілля, відновлюваних джерел енергії та енергоефективності, але все одно потребує їх повної реалізації.

## Біорізноманіття
Велика різноманітність екосистем та місць існування (екосистеми морських, прибережних лагунних місць водно-болотних угідь, дельта річок, піщаних дюн, озер, річок, хвойні та змішані луки та пасовища субальпійських і альпійських екосистем високих гір), пропонує багате розмаїття рослин, головним чином Середземномор'я, яке найкраще відображається в мережі заповідних територій країни.
Албанія вважається однією з країн з великою різноманітністю рослин. Великі озера та прибережні лагуни всередині країни виступають важливими районами для зимівлі перелітних птахів. Близько 70 видів водяних птахів загальною кількістю 180 000 осіб, проводять зиму в них. Албанія є важливим пунктом перетину міграційних шляхів птахів, кажанів та комах.